# Symphyloxiphus pulex
Symphyloxiphus pulex är en insektsart som beskrevs av Rehn, J.A.G. 1917. Symphyloxiphus pulex ingår i släktet Symphyloxiphus och familjen syrsor. Inga underarter finns listade i Catalogue of Life.